# Holemund
Holemund va ser un religiós del regne visigot, bisbe de Salamanca entre ca. 683 i ca. 693.
És el darrer dels bisbes coneguts abans de l'arribada dels musulmans a la península ibèrica a partir de l'any 711. Hi ha una diversitat de noms per a aquest prelat, Flórez n'esmenta Honemund, Bonemund i Ponemund, de fet Bernardo Dorado prefereix prescindir de la varietat de noms amb què els historiadors han escrit sobre el bisbe, però Holemund sí té preeminència sobre la resta. Més enllà del nom, com a bisbe de Salamanca va concórrer personalment tres vegades a Toledo amb motiu de la convocatòria de concilis nacionals: el XIII el 683, el XV el 688 i, finalment, el XVI el 693. En el primer hi va signar entre els menys antics, així que va ser consagrat aproximadament entre 682 i 683, doncs el seu antecessor, Providenci, va ser present al XII concili de 681. Va estar durant gairebé deu anys al capdavant de la diòcesi, almenys fins a maig del 693, i durant els regnats d'Ervigi i Ègica. Per aquesta raó Flórez no creu que encara fos bisbe en arribar els musulmans, sinó que devia haver un successor anònim del que no es té notícia,una opinió compartida per Dorado. Tanmateix, el bisbe de Salamanca va continuar existint nominalment a la cort asturiana i lleonesa.